# 芒果超媒
芒果超媒股份有限公司（英語：Mango Excellent Media Co., Ltd.），原名快乐购物股份有限公司（英語：Happigo Home Shopping Co., Ltd.），是一家總部位於湖南长沙的新媒体公司，旗下拥有快乐阳光、金鹰卡通、小芒电商、快乐购有限、天娱传媒五家全资子公司，并运营芒果TV、芒果大电视、快乐购等品牌和业务，是湖南广播电视台旗下统一的新媒体产业及资本运营平台。

## 历史与沿革
2005年12月28日，快乐购物股份有限公司正式成立。次年3月17日，由该公司负责运营的「快乐购」电视购物频道正式开播，依托该频道设立的媒体零售及电子商务平台「快乐购商城」亦于同日正式开业运营。
2015年1月21日，快乐购在深圳证券交易所挂牌上市。
2018年6月21日，快乐购重大资产重组正式获批通过，湖南广电旗下快乐阳光、芒果互娱、天娱传媒、芒果影视和芒果娱乐5家公司整体作价115亿元打包注入快乐购，公司的经营范围由原先的媒体零售业务拓展至新媒体平台运营、新媒体互动娱乐内容制作及媒体零售全产业链。
2018年7月30日，公司完成了名称、经营范围、注册资本等事项的工商登记变更手续，并取得了长沙市工商行政管理局换发的《营业执照》。同年8月2日起，「快乐购物股份有限公司」正式更名为「芒果超媒股份有限公司」，英文名称变更为，证券简称变更为「芒果超媒」。证券代码不变，仍为「300413」。11月23日，芒果超媒将原快乐购物股份有限公司的资产、人员、业务整体剥离，成立快乐购有限责任公司，作为芒果超媒的全资子公司。
2019年5月27日，中國移動通信集團有限公司全資子公司中移資本控股有限責任公司斥資16億元參與芒果超媒股份有限公司募集配套資金非公開發行股份項目，本次發行后其持股4.58萬股，持股比例為4.37%，成為芒果超媒的第二大股東。
2021年4月，芒果超媒将全资子公司芒果娱乐、芒果影视、芒果互娱变更为全资子公司快乐阳光的全资子公司，变更后上述三家公司成为芒果超媒全资孙公司。
2023年7月26日，芒果超媒发布公告称，公司拟以自有资金现金收购湖南金鹰卡通传媒有限公司100%股权，收购后金鹰卡通传媒将作为上市公司的全资子公司纳入公司合并报表范围。

## 主要股东
注：以下数据來自網易財經頻道 （页面存档备份，存于），截至2021年3月31日。

### 十大股東
| 股東名稱                                     | 持股比例 | 持股數量（單位：萬股） | 持股變動（單位：萬股） |
| -------------------------------------------- | -------- | ---------------------- | ---------------------- |
| 芒果傳媒有限公司                             | 58.94%   | 104,930.03             | ━ 持平                 |
| 杭州阿里创业投资有限公司                     | 5.26%    | 9,364.79               | ━ 持平                 |
| 中移资本控股有限责任公司                     | 3.99%    | 7,095.99               | ━ 持平                 |
| 香港中央结算有限公司                         | 3.05%    | 5,429.69               | ▲ 增持1,116.94         |
| 中信银行股份有限公司－交银施罗德新生活力灵活 | 1.05%    | 1,871.33               | ▲ 增持153.61           |
| 中国建设银行股份有限公司－交银施罗德内核驱动 | 0.92%    | 1,631.77               | ▲ 增持422.59           |
| 招商银行股份有限公司－兴全合宜灵活配置混合型 | 0.87%    | 1,555.09               | ▲ 增持246.16           |
| 招商银行股份有限公司－兴全合泰混合型证券投资 | 0.79%    | 1,412.77               | ▲ 增持473.31           |
| 中国邮政储蓄银行股份有限公司－中欧中小盘股票 | 0.71%    | 1,260.36               | ▲ 增持27.77            |
| 中国人寿保险股份有限公司－分红－个人分红-0   | 0.61%    | 1,085.40               | ▲ 增持59.18            |

### 十大流通股東
| 股東名稱                                     | 持股比例 | 持股數量（單位：萬股） | 持股變動（單位：萬股） |
| -------------------------------------------- | -------- | ---------------------- | ---------------------- |
| 芒果傳媒有限公司                             | 11.25%   | 20,028.06              | ━ 持平                 |
| 杭州阿里创业投资有限公司                     | 5.26%    | 9,364.79               | ━ 持平                 |
| 中移资本控股有限责任公司                     | 3.99%    | 7,095.99               | ━ 持平                 |
| 香港中央结算有限公司                         | 3.05%    | 5,429.69               | ▲ 增持1,116.94         |
| 中信银行股份有限公司－交银施罗德新生活力灵活 | 1.05%    | 1,871.33               | ▲ 增持153.61           |
| 中国建设银行股份有限公司－交银施罗德内核驱动 | 0.92%    | 1,631.77               | ▲ 增持422.59           |
| 招商银行股份有限公司－兴全合宜灵活配置混合型 | 0.87%    | 1,555.09               | ▲ 增持246.16           |
| 招商银行股份有限公司－兴全合泰混合型证券投资 | 0.79%    | 1,412.77               | ▲ 增持473.31           |
| 中国邮政储蓄银行股份有限公司－中欧中小盘股票 | 0.71%    | 1,260.36               | ▲ 增持27.77            |
| 中国人寿保险股份有限公司－分红－个人分红-0   | 0.61%    | 1,085.40               | ▲ 增持59.18            |

## 公司高管
| 董事会 - 蔡怀军（董事长） - 丁文华（独立董事） - 肖星（独立董事） - 刘煜辉（独立董事） - 彭建 - 杨 - 宋点 - 梁德平 - 沈文海 - 周勇（证券事务代表） | 监事会 - 谭丽（主席） - 邹庆华 - 谢绍强（职工监事） | 高管 - 梁德平（总经理） - 郑华平（副总经理） - 周海（副总经理） - 申亚东（副总经理） - 罗泽军（副总经理） - 张志红（副总经理、财务总监、董事会秘书） |

湖南卫视、芒果超媒、芒果TV班子成员
- 蔡怀军：集团公司（台）党委副书记、总经理、副台长，湖南卫视党委书记，芒果超媒党委副书记、董事长
- 宋点：湖南卫视党委副书记、总监，芒果超媒党委副书记
- 梁德平：湖南卫视党委委员，芒果超媒党委副书记、总经理，芒果TV党委书记、总裁
- 郑华平：湖南卫视党委委员，芒果超媒党委委员、总编辑、副总经理，芒果TV党委委员、总编辑、副总裁
- 陈大道：湖南卫视党委委员、纪委书记
- 周海：湖南卫视党委委员，芒果超媒党委委员、副总经理
- 邹庆华：芒果超媒党委委员、纪委书记
- 沈欣：湖南卫视党委委员、副总监，芒果超媒党委委员
- 周山：湖南卫视副总监，芒果超媒常务副总编辑、首席创意官，芒果TV常务副总编辑，小芒电商董事长
- 万琳：芒果TV党委委员
- 张志红：芒果超媒副总经理、首席财务官、董事会秘书，芒果TV党委委员、副总裁、财务总监
- 朱琰：湖南卫视副总监
- 杨怀东：湖南卫视副总监、广告部主任，芒果TV副总裁
- 王恬：湖南卫视副总监
- 刘伟：湖南卫视副总监
- 申亚东：芒果超媒副总经理，天娱传媒总经理
- 罗泽军：芒果超媒副总经理，芒果TV党委委员、副总裁
- 洪啸：芒果TV副总裁、节目中心总经理
- 卢海波：芒果TV副总裁、首席技术官、产品技术中心总经理
- 刘幕天：芒果TV总裁助理、大会员中心总经理
- 张阳：小芒电商总经理，快樂購董事長
- 徐跃武：芒果TV副总编辑，快乐购党委书记、总经理
- 孔琦：湖南金鹰卡通传媒有限公司（湖南广播电视台金鹰卡通频道）党委委员、总经理（总监）

## 公司资产
- 湖南快乐阳光互动娱乐传媒有限公司
  - 芒果TV（含国际版）
  - 芒果互联网电视
  - 芒果大电视
- 湖南金鹰卡通传媒有限公司
  - 麦咭TV
- 小芒电子商务有限责任公司
  - 小芒
- 快乐购有限责任公司
  - 快乐购
- 上海天娱传媒有限公司